# Aloe × menachensis
Aloe × menachensis là một loài thực vật có hoa lai ghép trong họ Asparagaceae. Loài này được (Schweinf.) Blatt. mô tả khoa học đầu tiên năm 1936.